# Colombia ved sommer-OL 2012
Colombia deltog under Sommer-OL 2012 i London som blev arrangeret i perioden 27. juli til 12. august 2012.

## Medaljer
| 2012 London | Guld | Sølv | Bronze | Total |
| Colombia    | 1    | 3    | 4      | 8     |